# سدا، سیالکوت
سدا (به انگلیسی: Sadda) یک شهر در پاکستان است که در Sialkot (Pakistan) واقع شده‌است. سدا ۱۲ کیلومتر مربع مساحت و ۲٬۲۵۲ نفر جمعیت دارد.